# Elias Lorenzo

Wappen von Elias Richard G. Lorenzo als Erzbischof

Elias Richard G. Lorenzo OSB (* 6. Oktober 1960 in Brooklyn) ist ein US-amerikanischer römisch-katholischer Ordensgeistlicher, ehemaliger Abtpräses und Weihbischof in Newark.

## Leben
Elias Lorenzo besuchte das kirchliche Vorbereitungsseminar in Brooklyn und erwarb 1982 den Abschluss in Philosophie am Don Bosco College Seminary in Newton, New Jersey. 1983 trat er in die Benediktinerabtei St. Marien in Morristown ein, wo er 1985 die erste und 1988 die feierliche Profess ablegte. Am 24. Juni 1989 empfing er das Sakrament der Priesterweihe.
Nach der Priesterweihe war er unter anderem als Lehrer und Schulleiter tätig. Von 1995 bis 2002 war er Prior seines Konvents und bis 2009 Rektor der Klosterkirche. Im Bistum Paterson war er von 1991 bis 2000 Vorsitzender der Liturgiekommission. Im Bistum Metuchen war er von 2005 bis 2009 Bischofsvikar für die Ordensleute. Anschließend ging er nach Rom, wo er Prior der Primatialabtei Sant’Anselmo und Generalprokurator der Amerikanisch-Cassinensischen Benediktinerkongregation war. Von 2016 bis 2020 war er Abtpräses der Kongregation.
Papst Franziskus ernannte ihn am 27. Februar 2020 zum Weihbischof in Newark und zum Titularbischof von Tabuda. Der Erzbischof von Newark, Joseph William Kardinal Tobin CSsR, spendete ihm und den mit ihm ernannten Weihbischöfen Gregory Studerus und Michael Saporito am 30. Juni desselben Jahres die Bischofsweihe. Mitkonsekratoren waren Weihbischof Manuel A. Cruz und der emeritierte Weihbischof John Walter Flesey aus Newark.